# 高砂町停留場
高砂町停留場（日语：／ Takasagochō teiryūjō */?）是位於日本愛媛縣松山市，隸屬於伊予鐵道的路面電車車站。車站編號為11。本站曾因應附近的建築物或地域分區的改變，而多次作出更換。

## 所屬路線
- 伊予鐵道

松山市內線（城北線）
■1號線（環狀線下行—順時針方向）
■2號線（環狀線上行—逆時針方向）

## 車站結構
設有相對式側式月台2個，有效長度為1輛，兩邊月台採用了統一的的配置，均採用全月台都裝設有上蓋、全密封式背板及設置候車座椅，下行月台更裝設有汽水售賣機，而靠近馬路的月台末端出入口更為無障礙斜道。
以往月台採用非對向形式，列車在未橫越十字路口前停車，1978年時重新編排，將上行月台移前至現時位置，原來的月台已經拆走，亦不太保留有痕跡。

### 月台配置
| 月台 | 路線        | 目的地             |
| ---- | ----------- | ------------------ |
| 1    | ■1號線 環狀 | 上一萬、大街道方向 |
| 2    | ■2號線 環狀 | 木屋町、古町方向   |

## 歷史
- 1927年4月3日：開業，最初稱為「女學校西停留場」[4]。
- 1952年8月1日：改稱「北味酒停留場」[4]。
- 1967年1月1日：改稱「高砂町停留場」[4]。
- 1978年：上、下行月台改成相對式。

## 相鄰停留場
伊予鐵道
城北線
木屋町（10）－高砂町（11）－清水町（12）